# Чагар-Фарізе
Чагар-Фарізе (перс. چهارفریضه) — дегестан в Ірані, в Центральному бахші, в шагрестані Бендер-Анзалі остану Ґілян. За даними перепису 2006 року, його населення становило 13829 осіб, які проживали у складі 4237 сімей.

## Населені пункти
До складу дегестану входять такі населені пункти:
- Абкенар
- Аліабад-е-Капур-Чал
- Аштаркан
- Башман
- Ґалуґах
- Ешпала
- Капур-Чал
- Карбалаї-Мехді-Ґярде
- Карґан
- Качалак
- Кучек-Махале
- Мааф
- Магрузе
- Рудпошт
- Санґачін
- Сід-Хале-Сар
- Сіях-Вазан
- Торбе-Бар
- Хоміран
- Чай-Біджар
- Шіле-Сар